# The Top
The Top (рус. Юла) — пятый студийный альбом английской рок-группы The Cure, выпущенный 4 мая 1984 года на лейбле Fiction Records в Великобритании и на лейбле Sire Records в США. Пластинка смогла достигнуть десятого места в UK Albums Chart 12 мая того же года.
Несмотря на то, что продажи превысили шестьдесят тысяч копий (что в Великобритании соответствует серебряному статусу), альбом не смог снискать популярность среди слушателей и признание со стороны музыкальных критиков. Пластинка считается наиболее недооцененным альбомом группы.

## Предыстория и запись
После записи психоделического альбома Blue Sunshine для проекта The Glove, Роберт Смит одновременно работать над двумя студийными альбомами: The Top для The Cure и Hyæna для Siouxsie and the Banshees. Смит все еще являлся официальным гитаристом The Banshees, пока писал The Top.
Для The Top Смит объединился с одним из основателей The Cure Лолом Толхерстом, который отказался от игры на ударных в пользу клавишных, и новым барабанщиком Энди Андерсоном, который ранее, будучи сессионным музыкантом, участвовал в записи сингла «The Lovecats» из поп-сборника Japanese Whispers'. Порл Томпсон, будущий официальный участник коллектива, сыграл соло на саксофоне в песне «Give Me It». Авторство всех песен принадлежит Смиту, но три трека были написаны совместно с Толхерстом: «The Caterpillar», «Bird Mad Girl» и «Piggy in the Mirror».

## Музыка
Альбом записан в жанрах психоделический рок и новая волна. В записи альбома Смит использовал различные музыкальные инструменты, включая скрипку и флейту. «Bird Mad Girl» выполнена в испанском стиле, в то время как «Wailing Wall» содержит ближневосточные оттенки. Критик журнала Sounds, Джек Баррон, описал вступительный трек «Shake Dog Shake» как «городской метал».

## Продвижение, выпуск и приём
| Оценки критиков               | Оценки критиков |
| Источник                      | Оценка          |
| ----------------------------- | --------------- |
| AllMusic                      | [ 10 ]          |
| The Austin Chronicle          | [ 11 ]          |
| Classic Rock                  | без оценки      |
| Encyclopedia of Popular Music | [ 13 ]          |
| The Great Rock Discography    | [ 14 ]          |
| The Guardian                  | [ 15 ]          |
| Melody Maker                  | без оценки      |
| No. 1                         | · без оценки    |
| Pitchfork                     | 6.9/10          |
| PopMatters                    | без оценки      |
| Q                             | [ 19 ]          |
| Record Mirror                 | [ 20 ]          |
| The Rolling Stone Album Guide | [ 21 ]          |
| Smash Hits                    | [ 22 ]          |
| Sounds                        | [ 9 ]           |
| Stereoplay                    | без оценки      |
| Ultimate Classic Rock         | без оценки      |
| Uncut                         | [ 25 ]          |

Для продвижения альбома The Cure дважды выступали вживую на британском телевидении. В конце февраля они исполнили две песни («Shake Dog Shake» и «Give Me It») на Oxford Road, шоу BBC Two, а в начале апреля они появились на телевизионной программе «The Tube» канала Channel 4, чтобы исполнить еще три трека: «Bananafishbones», «Piggy in the Mirror» и заглавный трек пластинки. Альбом The Top был выпущен 4 мая 1984 года на лейбле Fiction Records. Он имел коммерческий успех в Великобритании, заняв 10-е место в UK Albums Chart. «The Caterpillar» стал единственным синглом с альбома.
В год выхода альбома, реакция британской прессы была в основном положительной. Стив Сазерленд из Melody Maker похвалил альбом за «психоделию, с которой нельзя встречаться», в то время как Энди Страйк из Record Mirror назвал его «записью злой оригинальности и остроумия».  Рецензент NME Дэнни Келли назвал альбом «амбициозной и трудной записью». Марк Эллен из британского развлекательного журнала Smash Hits назвал The Top «странным и замечательным» альбомом, песни которого «кажутся привлекательными и явно опасными». Джек Баррон из Sounds назвал альбом «нездоровым», однако предположил, что «[примерно] через двадцать лет, когда следующее поколение покраснеет от волнения от слова „психоделика“, он [The Top] будет считаться классикой"».

## Список композиций
Оригинальное издание 1984 года
Слова и музыка всех песен — Робертом Смитом, если не указано иное.
| №  | Название          | Автор(ы)                  | Длительность |
| -- | ----------------- | ------------------------- | ------------ |
| 1. | «Shake Dog Shake» |                           | 4:55         |
| 2. | «Birdmad Girl»    | Роберт Смит, Лол Толхерст | 4:05         |
| 3. | «Wailing Wall»    |                           | 5:17         |
| 4. | «Give Me It»      |                           | 3:42         |
| 5. | «Dressing Up»     |                           | 2:51         |

| №                   | Название              | Автор(ы)            | Длительность |
| ------------------- | --------------------- | ------------------- | ------------ |
| 1.                  | «The Caterpillar»     | Смит, Толхерст      | 3:40         |
| 2.                  | «Piggy in the Mirror» | Смит, Толхерст      | 3:40         |
| 3.                  | «The Empty World»     |                     | 2:36         |
| 4.                  | «Bananafishbones »    |                     | 3:12         |
| 5.                  | «The Top»             |                     | 6:50         |
| Общая длительность: | Общая длительность:   | Общая длительность: | 40:48        |

Переиздание 2006 года
The Top был переиздан 14 августа 2006 года (8 августа в США). Данное издание содержит в себе цифровую обработку оригинального альбома, на котором исправлена ошибка со скоростью воспроизведения композиции «Bananafishbones», присутствующая на оригинальном альбоме, а также дополнительный диск, содержащий демозаписи и концертные версии некоторых песен. На втором диске присутствует несколько никогда ранее не издававшихся инструментальных композиций (в виде демозаписей).
| №                   | Название              | Длительность |
| ------------------- | --------------------- | ------------ |
| 1.                  | «Shake Dog Shake»     | 4:56         |
| 2.                  | «Birdmad Girl»        | 4:05         |
| 3.                  | «Wailing Wall»        | 5:23         |
| 4.                  | «Give Me It»          | 3:42         |
| 5.                  | «Dressing Up»         | 2:51         |
| 6.                  | «The Caterpillar»     | 3:41         |
| 7.                  | «Piggy in the Mirror» | 3:39         |
| 8.                  | «The Empty World»     | 2:36         |
| 9.                  | «Bananafishbones »    | 2:59         |
| 10.                 | «The Top»             | 6:58         |
| Общая длительность: | Общая длительность:   | 40:50        |

| №                   | Название                | Описание                                                                     | Длительность                     |
| ------------------- | ----------------------- | ---------------------------------------------------------------------------- | -------------------------------- |
| 1.                  | «You Stayed…»           | демозапись, Robert Smith Home Demo, август 1982 года                         | 2:21                             |
| 2.                  | «Ariel»                 | демозапись, Robert Smith Home Demo, август 1982 года                         | 2:58                             |
| 3.                  | «A Man Inside My Mouth» | демозапись, Des Dames Studio Demo, сентябрь 1983 года                        | 3:40                             |
| 4.                  | «Sadacic»               | демозапись, Olympic Studio Robert Smith Demo, декабрь 1983 года              | 4:17                             |
| 5.                  | «Shake Dog Shake»       | демозапись, Garden/Eden Studio RS&AA Demo, декабрь 1983 года                 | 4:56                             |
| 6.                  | «Piggy in the Mirror»   | демозапись, Garden/Eden Studio RS&AA Demo, декабрь 1983 года                 | 3:40                             |
| 7.                  | «Birdmad Girl»          | демозапись, Garden/Eden Studio RS&AA Demo, декабрь 1983 года                 | 3:36                             |
| 8.                  | «Give Me It»            | демозапись, Garden/Eden Studio RS&AA Demo, декабрь 1983 года                 | 3:43                             |
| 9.                  | «Throw Your Foot»       | демозапись, Garden/Eden Studio RS&AA Demo, декабрь 1983 года                 | 3:31                             |
| 10.                 | «Happy the Man»         | демозапись, Garden/Eden Studio RS&AA Demo, декабрь 1983 года                 | 2:46                             |
| 11.                 | «The Caterpillar»       | демозапись, Garden/Eden Studio RS&AA Demo, декабрь 1983 года                 | 4:17                             |
| 12.                 | «Dressing Up»           | альтернативный микс, Genetic Studio Guide Vocal/Rough Mix, февраль 1984 года | 2:14                             |
| 13.                 | «Wailing Wall»          | альтернативный микс, Genetic Studio Guide Vocal/Rough Mix, февраль 1984 года | 4:59                             |
| 14.                 | «The Empty World»       | бутлег, запись с концерта в Hammersmith Odeon, май 1984 года                 | 2:47                             |
| 15.                 | «Bananafishbones»       | бутлег, запись с концерта в Hammersmith Odeon, май 1984 года                 | 2:57                             |
| 16.                 | «The Top»               | бутлег, запись с концерта в Hammersmith Odeon, май 1984 года                 | 7:13                             |
| 17.                 | «Forever» (version)     | бутлег, запись с концерта в Zénith Paris, май 1984 года                      | 4:58                             |
| Общая длительность: | Общая длительность:     | Общая длительность:                                                          | 64:53 Общая длительность: 105:43 |

## Участники записи
Список составлен по сведениям базы данных Discogs, нумерация треков приведена в соответствии со стандартным изданием в формате компакт-диска.
The Cure:
- Роберт Смит — вокал, гитара, бас-гитара, клавишные, орган, блокфлейта (песня 3), скрипка (песня 6), губная гармошка (песня 9);
- Энди Андерсон[англ.] — перкуссия, ударные;
- Лоуренс Толхерст — другие музыкальные инструменты.

Приглашённые музыканты:
- Порл Томпсон[англ.] — саксофон (в студийном альбоме), клавишные и гитара (в концертных записях дополнительного диска ремастированного издания 2005 года);
- Фил Торнелли[англ.] — бас-гитара (в концертных записях дополнительного диска ремастированного издания 2005 года).

Технический персонал:
- Роберт Смит — продюсер;
- Дэвид М. Аллен[англ.] — продюсер, звукоинженер;
- Крис Пэрри[англ.] — продюсер;
- Говард Грей[англ.] — звукоинженер;
- Parched Art — художественное оформление и дизайн.

## Позиции в хит-парадах и уровни продаж
Еженедельные чарты:
| Год  | Хит-парад                        | Высшая позиция | Пребывание |
| ---- | -------------------------------- | -------------- | ---------- |
| 1984 | Великобритания (UK Albums Chart) | 10             | 10 недель  |
| 1984 | Нидерланды (Album Top 100)       | 12             | 18 недель  |
| 1984 | Новая Зеландия (RMNZ)            | 23             | 5 недель   |
| 1984 | США (Billboard 200)              | 180            | 4 недели   |
| 1984 | ФРГ (Offizielle Top 100)         | 44             | 5 недель   |
| 1984 | Швеция (Sverigetopplistan)       | 31             | 2 недели   |

Сертификации:

| Регион                                                      | Сертификация | Продажи |
| ----------------------------------------------------------- | ------------ | ------- |
| Великобритания (BPI)                                        | Серебряный   | 60 000^ |
| ^ Данные о тиражах приведены только на основе сертификации. |              |         |